# Preiserkennung
Dieser Artikel wurde aufgrund inhaltlicher und/oder formaler Mängel auf der Qualitätssicherungsseite des Portals Wirtschaft eingetragen. 
Du kannst helfen, indem du die dort genannten Mängel beseitigst oder dich an der Diskussion beteiligst.
Der Prozess der Preiserkennung ist ein Begriff aus der Finanzwissenschaft bzw. des Finanzwesens, welcher beschreibt wie auf Märkten neue Informationen in Form von Preisen verarbeitet werden. Der Preis eines Vermögenswertes, beispielsweise einer Aktie oder eines Rohstoffs, bestimmt sich primär durch die Interaktion von Käufern und Verkäufern auf dem Markt. Liegen einzelnen Marktteilnehmern neue Informationen über den Vermögenswert vor, werden diese Händler durch den Kauf beziehungsweise Verkauf des Vermögenswertes dessen Preis beeinflussen. Im Prozess der Preiserkennung kommt Derivaten, insbesondere an Terminbörsen standardisiert gehandelten Futures und Optionen, eine besondere Rolle zu, da diese in der Regel schneller und günstiger gehandelt werden können als die ihnen zugrunde liegenden Vermögenswerte. Folglich können Terminmärkte neue Informationen in der Regel schneller verarbeiten als Kassamärkte.

## Einflussfaktoren
Die Fähigkeit eines Marktes neue Preise zu „erkennen“ wird von unterschiedlichen Faktoren beeinflusst. Zu diesen zählen:
- Die Anzahl an Käufern
- Die Anzahl an Verkäufern
- Das am Markt gehandelte Volumen
- Handelszeiten
- Transaktionskosten (Gebühren, Steuern, Transport- und Lagerhaltungskosten usw.)
- Kontraktgröße und -spezifikation (bei Derivaten).

Je größer die Anzahl an Käufern und Verkäufern in einem Markt, beziehungsweise je größer das am Markt gehandelte Volumen, desto schneller kann dieser Markt neue Informationen verarbeiten, da die Marktteilnehmer leichter Handelspartner finden können. Die Handelszeiten eines Marktes spielen insofern eine Rolle, als dass ein Markt nur dann Informationen verarbeiten kann, solange er geöffnet ist und aktiv auf ihm gehandelt wird. Transaktionskosten umfassen all jene Kosten, welche der Käufer eines Vermögensgegenstandes über dessen eigentlich Preis hinaus tragen muss, um diesen Vermögensgegenstand zu erwerben. Sie umfassen u. a. Brokergebühren, Steuern und Abgaben, sowie Kosten zur Lagerhaltung und zum Transport, welche v. a. beim Kauf von physischen Gütern wie Rohstoffen eine signifikante Rolle spielen.
Bei standardisierten Derivaten spielt außerdem die Ausgestaltung der Kontrakte eine entscheidende Rolle. Ist die Kontraktgröße verhältnismäßig gering, können auch Händler mit geringem Kapital schnell viele Kontrakte kaufen. Je kleiner die Tickgröße eines Kontraktes, desto feinere Preisänderungen sind möglich.

## Rolle von Terminbörsen
Der Erkennung neuer Preise ist eine der Hauptaufgaben von Terminbörsen. An diesen werden, statt der Vermögenswerte selbst, standardisierte Derivate gehandelt deren Preis von dem des jeweiligen Vermögenswertes abhängt. Dies ermöglicht es Marktteilnehmern besonders schnell auf Angebots- oder Nachfrageschocks zu reagieren, da anders als bei Kassamärkten keine Transaktionskosten für Lagerung oder Transport anfallen. Ein weiterer Aspekt stellen bei Derivaten Spekulationsgeschäfte dar, da diese getätigt werden können, ohne dass der Händler den zugrundeliegenden Vermögensgegenstand besitzen muss, bzw. sich diesen zunächst leihen muss. Folglich können Terminmärkte von einer größeren Anzahl an Händlern und damit gegenüber Kassamärkten von einer verbesserten Preiserkennungsfunktion profitieren.

## Außerbörsliche Preiserkennung
Durch die Vernetzung von Informationen auf Online-Plattformen kann der Prozess der Preiserkennung vermehrt auch außerhalb von börsenähnlichen Märkten stattfinden.